# Diana Budisavljević
Diana Budisavljević (geboren Obexer; Innsbruck, 15 januari 1891 - 20 augustus 1978) was een humaniste van Oostenrijkse afkomst die bekend werd door haar hulp aan voornamelijk Servische kinderen en, in kleinere aantallen, Joden. Ze liet hen vanuit Kroatische concentratiekampen overplaatsen en redde op die manier circa 12.000 levens.

## Huwelijk en werk
Diana Obexer werd geboren in Innsbruck als dochter van een ondernemersechtpaar. Ze volgde de lagere en middelbare school in Innsbruck. Tijdens een opleiding tot verpleegster in de chirurgische kliniek van Innsbruck leerde ze haar man kennen, die daar werkte als assistent-arts. Ze trouwde in 1917 met Dr. Julije Budisavljević (2 maart 1882 - 5 mei 1981), een etnische Serviër. Het echtpaar kreeg een dochter, Ilse (1920-2009). 
In 1919 kreeg Dr. Budisavljević een aanstelling als professor chirurgie aan de medische faculteit van de universiteit van Zagreb in het toenmalige Koninkrijk Joegoslavië, waarheen ze verhuisden.

## Hulpacties tijdens de Tweede Wereldoorlog

##### 1941
Joegoslavië werd in april 1941 bezet door de asmogendheden. De nieuw opgerichte Onafhankelijke Staat Kroatië, gelieerd met nazi-Duitsland, startte een genocide-campagne tegen Serviërs, Joden en Roma. Daartoe werden op hun grondgebied een aantal concentratie- en vernietigingskampen opgezet. Nadat Diana Budisavljević in oktober 1941 had vernomen dat in het kamp Lobor-Grad kinderen waren geïnterneerd, begon ze een hulpcampagne genaamd "Aktion Diana Budisavljević". De "Aktion" richtte zich vooral op Servische kinderen maar ook op vrouwen, die in diverse kampen werden vastgehouden. In oktober 1941 begon men in Servisch-orthodoxe kringen in Zagreb kleding en levensmiddelen te verzamelen; het werd bij Diana gebracht die het in de garage opsloeg.
Met behulp van de plaatselijke Joodse gemeenschap, die ook kampbewoners hielp, stuurde haar team voorraden voedsel, medicijnen, kleding en geld; eerst naar Lobor-Grad en later ook naar een kamp in Gornja Rijeka, beide ten noorden van Zagreb. Van de eerste vracht naar Lobor-Grad in november 1941 kwam bijna niets bij de gevangenen terecht. Kampcommandant K. Heger liet het meeste afvoeren. Bij een bezoek aan de vrouwen in Lobor-Grad verneemt Diana dat levensmiddelen dringend nodig zijn, vooral knoflook. Aloysius Stepinac, de Rooms-Katholieke Aartsbisschop van Zagreb, zegt dat hij geen invloed op de regering heeft en niet kan helpen bij het verkrijgen van een doorlopende toestemming, kampen te bezoeken. Andrija Artuković, minister van Binnenlandse Zaken, beloofde echter dat zijn ondergeschikten aan de "Aktion" geen moeilijkheden in de weg zouden leggen. Vanaf februari 1942 gaat prof. Kamilo Bresler van de afdeling kinderbescherming van het ministerie van Sociale Zaken, meehelpen.

##### 1942
De "Aktion" hielp ook het Kroatische Rode Kruis in het spoorwegstation van Zagreb met het verstrekken van proviand aan degenen die onderweg waren naar dwangarbeid in Duitsland. Een deel van hen werd teruggestuurd naar Zagreb na een stop in Maribor of Linz omdat ze wegens ziekte of zwakheid niet verder konden reizen. Ze werden dan weer opgevangen en verzorgd door het Rode Kruis en de "Aktion". Bij dat werk ontmoette Budisavljević in maart 1942 een hoofdzuster, Dragica Habazin, met wie ze de volgende jaren nauw ging samenwerken. In juni 1942 leerde ze op het station tijdens het wachten op een vrouwentransport, de leider van de transporten, Hecker, kennen. Van dit vrouwentransport uit Stara Gradiška vernam ze dat daar veel kinderen in slechte omstandigheden zitten en dat velen al gestorven zouden zijn. Ze verzocht Hecker om hulp bij de bevrijding ervan. Op zijn kantoor ontmoette ze Rittmeister von Kotzian; hij zal zich ermee gaan bemoeien. De Kroatische regering geeft 3 weken later toestemming om kinderen uit de kampen te herplaatsen naar Zagreb en elders.
Een groep van 220 kinderen, 124 vrouwen en 6 mannen is teruggestuurd uit Maribor wegens slechte gezondheid. Ze waren op weg naar Duitsland om daar te werken. Hecker staat toe ze in Zagreb onder te brengen, ondanks de eis van de Ustaca dat ze terug moeten keren naar de kampen.
Begin juli 1942 kreeg ze met hulp van de Duitse officier Gustav von Kotzian, toestemming om kinderen uit Stara Gradiška (onderdeel van het Jasenovac-kampcomplex) te halen. Kotzian was een bekende van de Duitse generaal Edmund Glaise-Horstenau, die in de loop van zijn diensttijd in Kroatië kritiek ontwikkelde op de manier waarop de Ustaca de Servische bevolkingsgroep terroriseerde. Op 9 juli hebben Diana en twee anderen van de "Aktion" een bespreking met Luburic (hoofd van alle Kroatische kampen) over het meegeven van 700 kinderen uit Stara Gradiška. Twee dagen later volgden nog eens 650 kinderen. Met medewerking van het ministerie van Sociale Zaken, met name prof. Kamilo Bresler, kon ze kinderen uit dat kamp herplaatsen in Zagreb, Jastrebarsko en later ook naar Sisak. In Zagreb werd vooral gebruikgemaakt van het doofstommentehuis.
Op 25 juli kwam bericht uit Mlaka en Jablanac (ook onderdelen van het Jasenovac-complex) over de troosteloze toestand van geïnterneerden. Ook daar zijn twee keer telkens rond 800 kinderen vandaan gehaald, een derde keer nog 400; 1200 van hen komen terecht in Sisak.
Na daartoe verkregen permissie in augustus 1942 werden veel kinderen uit de tehuizen in Zagreb doorgeplaatst naar gezinnen, daarbij werkte de "Aktion" samen met de caritas-afdeling van het Aartsbisdom Zagreb. Knehe en Von Kotzian waren gevraagd daartoe te bemiddelen met de Ustaca. Duizenden kinderen kwamen zo terecht bij gezinnen in Zagreb en omliggende dorpen. Inmiddels had Diana een verzoek gekregen van Bresler om een kaartsysteem van alle geredde kinderen aan te leggen voor het ministerie van Sociale Zaken. Dit gebeurde onder andere op basis van transportlijsten en andere bronnen. Aan het eind van de oorlog bevatte het gegevens van ongeveer 12.000 kinderen. Hun ouders waren door de Ustaca gedood of door de Duitsers afgevoerd naar Duitsland om daar te werken. Het zou mogelijk maken dat een deel van de kinderen na de oorlog naar hun ouder(s) konden terugkeren, zo die nog leefden.

##### 1943
Een transport uit Osijek komt in juni 1943 langs Zagreb (150 mannen en 125 vrouwen); de moeders vragen of naar hun kinderen kan worden omgezien, die moesten ze achterlaten. Diana beloofde dat te proberen. Een papier met haar adres wordt al enige tijd aan de mensen op transport uitgereikt. Ze kunnen later proberen bij dat adres te informeren naar hun kinderen.
Augustus 1943 stuurde de RK-priester uit Dubica een namenlijst met Servische kinderen die daar worden gezocht. Diana ontdekt dat ze allemaal in Jasenovac zijn omgekomen.
In september 1943, en ook later, waren er besprekingen en activiteiten met betrekking tot melkleveringen voor kinderen, baby's en zwangere vrouwen; over openbare keukens voor kinderen en het verstrekking van kleding. Niet duidelijk is of er daadwerkelijk gaarkeukens hebben gefunctioneerd.

##### 1944 en 1945
Vanaf augustus 1944 vond correspondentie plaats met ouders die hun kinderen zoeken.
In de winter van '44/'45 werd het kaartenbestand bijgewerkt, vooral ter identificatie van kinderen van wie weinig of niets bekend is.
Vanaf mei 1945, na de oorlog, informeerden veel ouders naar hun kinderen.
Van de 15.536 kinderen die Budisavljević uit kampen redde, stierven er 3.254 tijdens of kort na het verlaten van het kamp door honger, uitputting en ziekte. Ruim 12.000 kinderen overleefden de oorlog. Volgens andere duidingen is het aantal geredden door de chaotische omstandigheden niet goed vast te stellen, dat het er enkele duizenden waren zou vaststaan. Op verzoek van het ministerie van Sociale Zaken overhandigde ze het bestand dat ze gedurende vier jaar met Ivanka Džakula had bijgehouden in mei 1945. Mogelijk heeft dit gezinshereniging belemmerd.
Ze hield een dagboek bij van haar werkzaamheden.

## Latere leven
Diana Budisavljević werd na de oorlog vrijwel vergeten. Haar naam werd in Joegoslavië tientallen jaren niet publiekelijk genoemd. Na de oorlog wilde de socialistische regering van Joegoslavië eenheid scheppen. Het onderzoeken van de onderlinge misdaden paste daar niet bij. Er was weinig openheid in de tijd van Tito, het ging erom Kroaten, Serviërs en Moslims bijeen te houden en de tegenover elkaar gepleegde misdrijven niet te benoemen. De Oostenrijkse schrijver Wilhelm Kuehs, die aan de hand van haar dagboek de roman "Diana's List" schreef, denkt dat het onder de aandacht brengen van haar prestaties de Servisch-Kroatische verzoening kon belemmeren. Ook waren Diana en haar man politiek conservatief. Ze woonde met haar echtgenoot in totaal 53 jaar in Zagreb, tot ze in 1972 naar Innsbruck verhuisden. Ze stierf op 20 augustus 1978 op de leeftijd van 87 jaar. Julije overleed drie jaar later, hij werd 99.

## Nalatenschap
De kleindochter van Budisavljević, Silvija Szabo, besloot in 1983 het dagboek van Diana Budisavljević te lezen. Dat deed ze nadat een verhaal in de jaren 80 in Vjesnik haar beschreven had als activiste van de communistische partij binnen het Rode Kruis, waarvan ze wist dat het niet waar was. In 2003 bewerkte en publiceerde directeur Josip Kolanović van de Kroatische staatsarchieven haar oorlogsdagboek, dat door Silvija Szabo uit het Duits in het Kroatisch was vertaald.
Een filmproductiebedrijf in Zagreb maakte een documentaire over Diana Budisavljević, getiteld Dianina lista, geproduceerd door Dana Budisavljević en Miljenka Čogelja. De documentaire won een prijs van de EAVE European Producers Workshop tijdens het "When East Meets West Forum" in januari 2012 in Triëst.
Op 15 februari 2012, de nationale feestdag van Servië, kende president Boris Tadić postuum de medaille van Miloš Obilić toe aan Diana Budisavljević voor haar inzet en moed.
Op 18 oktober 2013 beloonde Patriarch Irinej van Belgrado van Servië haar met een hoge onderscheiding van de Servisch-orthodoxe Kerk - de orde van Keizerin Milica.
Straten in Belgrado, Kozarska Dubica, en Gradiška zijn naar haar genoemd. Haar geboortehuis aan de Maria-Theresien-Straße in Innsbruck is bekend als het Haus Obexer.
Een park in het oosten van Zagreb heet sinds mei 2012 "Park Diane Budisavljević". In oktober 2017 kreeg een park in Sisak, met gedenkteken voor de kinderen van het concentratiekamp, de naam "Park Diane Budisavljević".
Het bestuur van het Europese co-productiefonds Eurimages zegde tijdens zijn vergadering van 19-23 juni 2017 in Bratislava, Slowakije, 160.000 euro toe aan de Kroatisch-Sloveens-Servische co-productie "The DB Campaign" (Diana's List) van Dana Budisavljević.